# یوهان دی کوک
یوهان دی کوک (هلندی: Johan de Kock؛ زادهٔ ۲۵ اکتبر ۱۹۶۴) بازیکن فوتبال اهل هلند است.

## باشگاهی
از باشگاه‌هایی که در آن بازی کرده‌است می‌توان به خرونینگن، اوترخت، باشگاه فوتبال رودا جی‌سی کرکراد، و باشگاه فوتبال شالکه ۰۴ اشاره کرد.

## تیم ملی
وی همچنین درتیم ملی فوتبال هلند بازی کرده است.